# A Tua Cara Não Me É Estranha: Kids
A Tua Cara não me é Estranha: Kids é a primeira edição de A Tua Cara Não Me É Estranha com crianças em Portugal e também no mundo. Estreou a 9  de fevereiro de 2014, é transmitida na TVI e produzida pela Endemol Portugal. É uma edição especial, porque conta com a presença de crianças.

## Mecânica do Programa
Durante 11 galas, um grupo de 8 concorrentes com idades entre os 8 e os 14 anos deve procurar, semana após semana, imitar cantores reconhecidos da música nacional e internacional, com a ajuda de um mentor, ex-concorrente de uma das edições anteriores do programa, sempre em busca da combinação perfeita entre voz, visual e postura em palco. Após todas as atuações, cada jurado deve atribuir uma pontuação diferente (seguindo uma escala de 4, 5, 6, 7, 8, 9, 10 ou 12 pontos) a cada concorrente, tendo em conta a qualidade das suas atuações. Seguidamente, cada dupla é dotado da atribuição de 5 pontos a uma criança à sua escolha. Terminada a votação do júri e das duplas, os pontos obtidos por cada dupla são convertidos em pontos mediante a escala já referida. Finalmente, são divulgados os valores percentuais da votação do público por via telefónica, que serão convertidos em pontos. A dupla concorrente que, findas todas estas etapas, obtiver a maior soma de pontos, é anunciada vencedora da gala.
Ao longo de todas as galas, são somados os pontos que cada concorrente recolhe pelas suas interpretações, para que numa penúltima gala, apenas os 4 concorrentes mais pontuados sejam apurados para a Grande Final.
No final de cada gala, são atribuídos aleatoriamente novos músicos aos concorrentes, para que durante a semana seguinte estes se possam empenhar na sua imitação (à exceção da última gala antes da grande final: as 4 duplas finalistas devem escolher a(s) cara(s) que querem interpretar).
Em cada gala existe pelo menos um convidado especial ou ex-concorrente que, apesar de não estar em concurso, aceita o convite de imitar um(a) cantor(a) à sua escolha.
Nota: Para a seleção dos oito concorrentes desta fase, são realizadas duas semifinais, com 8 concorrentes cada uma (4 meninos e 4 meninas). De cada semifinal, são apurados os quatro concorrentes mais pontuados (2 meninos e 2 meninas). O sistema de pontuação obedece ao da fase supramencionada, mas os pontos são atribuídos separadamente entre os meninos e as meninas, numa escala de 8, 9, 10 ou 12 pontos.

## Júri
| Jurado              | Idade   | Ocupação                  |
| ------------------- | ------- | ------------------------- |
| Luís Jardim         | 59 anos | Músico / Produtor Musical |
| Alexandra Lencastre | 48 anos | Atriz                     |
| José Carlos Pereira | 35 anos | Ator / Cantor             |
| António Sala        | 64 anos | Cantor / Locutor          |

## Mentores
| Concorrente            | Idade   | Edição                               |
| ---------------------- | ------- | ------------------------------------ |
| FF                     | 26 anos | A Tua Cara não me é Estranha 2       |
| Vanessa                | 32 anos | A Tua Cara não me é Estranha: Duetos |
| Mico da Câmara Pereira | 48 anos | A Tua Cara não me é Estranha 1       |
| Diana Monteiro         | 30 anos | A Tua Cara não me é Estranha 3       |
| Toy                    | 51 anos | A Tua Cara não me é Estranha 1       |
| Wanda Stuart           | 45 anos | A Tua Cara não me é Estranha 3       |
| Romana                 | 32 anos | A Tua Cara não me é Estranha 1       |
| Ricardo Soler          | 28 anos | A Tua Cara não me é Estranha: Duetos |

## Concorrentes
| 1ª Semifinal      | 1ª Semifinal | 1ª Semifinal         |
| Concorrente       | Idade        | Localidade           |
| ----------------- | ------------ | -------------------- |
| Rapazes           |              |                      |
| Rui Pereira       | 12 anos      | Lisboa               |
| Bernardo Faustino | 12 anos      | Alcobaça             |
| Tiago Barbosa     | 13 anos      | Loures               |
| Hugo Garrido      | 14 anos      | Costa da Caparica    |
| Raparigas         |              |                      |
| Diana Martins     | 11 anos      | Arcozelo             |
| Inês Tavares      | 13 anos      | Barreiro             |
| Ema Duarte        | 13 anos      | Charneca da Caparica |
| Carolina Cardetas | 12 anos      | Coimbra              |

| 2ª Semifinal       | 2ª Semifinal | 2ª Semifinal         |
| Concorrente        | Idade        | Localidade           |
| ------------------ | ------------ | -------------------- |
| Rapazes            |              |                      |
| Bernardo Dimas     | 14 anos      | Sintra               |
| Rodrigo Silva      | 10 anos      | Almada               |
| Pedro Goulão       | 11 anos      | Castelo Branco       |
| João Coelho        | 11 anos      |                      |
| Raparigas          |              |                      |
| Teresa Ferreira    | 13 anos      | Porto                |
| Catarina Castanhas | 13 anos      | Amadora              |
| Catarina Barão     | 14 anos      | Portimão             |
| Inês Campana       | 10 anos      | Sobreira da Caparica |

| Top 8              | Top 8                  | Top 8                 | Top 8                   | Top 8                 |
| Concorrente        | Mentor                 | Gala(s) em que venceu | Gala(s) em último lugar | Resultado             |
| ------------------ | ---------------------- | --------------------- | ----------------------- | --------------------- |
| Diana Martins      | Ricardo Soler          | 1ª, 3ª, 4ª, 7ª        | —                       | Vencedora             |
| Rui Pereira        | Vanessa                | __                    | —                       | 2º Lugar              |
| Catarina Castanhas | FF                     | 2ª, 5ª, 6ª, 8ª        | —                       | 3º Lugar              |
| Teresa             | Romana                 | __                    | —                       | 4º Lugar              |
| Bernardo Dimas     | Wanda Stuart           | —                     | 2ª, 3ª, 5ª, 6ª          | 5º Lugar (112 pontos) |
| Inês Tavares       | Diana Monteiro         | —                     | 1ª                      | 6º Lugar (108 pontos) |
| Bernardo Faustino  | Mico da Câmara Pereira | —                     | 4ª                      | 7º Lugar (94 pontos)  |
| Rodrigo Silva      | Toy                    | —                     | 7ª, 8ª                  | 8º Lugar (92 pontos)  |

## Resultados
Legenda
| – | O concorrente foi apurado para a fase seguinte (Top 8).                         |
| – | O concorrente não foi apurado para a fase seguinte (Top 8).                     |
| – | A dupla concorrente venceu a gala.                                              |
| – | A dupla concorrente foi o último classificado na gala.                          |
| – | A dupla concorrente venceu a gala, mas ofereceu o prémio para outra dupla doar. |
| – | Foi oferecido à dupla o prémio para doar pela dupla vencedora da gala.          |

|                    | Semifinais | Semifinais |                     | | Galas (Top 8) | Galas (Top 8) | Galas (Top 8) | Galas (Top 8) | Galas (Top 8) | Galas (Top 8) | Galas (Top 8) | Galas (Top 8) | Galas (Top 8) | Galas (Top 8) | Galas (Top 8) |
| 1ª SF              | 2ª SF      | 1ª Gala    | 2ª Gala             | 3ª Gala | 4ª Gala | 5ª Gala | 6ª Gala | 7ª Gala | 8ª Gala | Total | Final | | |               |               |
| Concorrente        | Resultados | Resultados | Dupla               | Resultados | Resultados | Resultados | Resultados | Resultados | Resultados | Resultados | Resultados | Resultados | Resultados | Resultados    |               |
| Diana Martins      | Vencedora  | —          | Diana & Ricardo     | Vencedora | 3º Lugar | Vencedora | Vencedora | 3º Lugar | 3º Lugar | Vencedora | 4º Lugar | Finalista | 1º Lugar |               |               |
| Rui Pereira        | Vencedor   | —          | Rui & Vanessa       | 4º Lugar | 5º Lugar | 2º Lugar | 4º Lugar | 6º Lugar | 2º Lugar | 4º Lugar | 3º Lugar | Finalista | 2º Lugar |               |               |
| Catarina Castanhas | —          | 2º Lugar   | Catarina & FF       | 5º Lugar | Vencedora | 3º Lugar | 3º Lugar | Vencedora | Vencedora | 2º Lugar | Vencedora | Finalista | 3º Lugar |               |               |
| Teresa Ferreira    | —          | Vencedora  | Teresa & Romana     | 2º Lugar | 2º Lugar | 4º Lugar | 5º Lugar | 2º Lugar | 4º Lugar | 5º Lugar | 7º Lugar | Finalista | 4º Lugar |               |               |
| Bernardo Dimas     | —          | Vencedor   | Bernardo D. & Wanda | 3º Lugar | 8º Lugar | 8º Lugar | 2º Lugar | 8º Lugar | 8º Lugar | 3º Lugar | 2º Lugar | Eliminados | Eliminados |               |               |
| Inês Tavares       | 2º Lugar   | —          | Inês & Diana        | 8º Lugar | 6º Lugar | 6º Lugar | 6º Lugar | 4º Lugar | 5º Lugar | 6º Lugar | 5º Lugar | Eliminadas | Eliminadas |               |               |
| Bernardo Faustino  | 2º Lugar   | —          | Bernardo F. & Mico  | 6º Lugar | 4º Lugar | 7º Lugar | 8º Lugar | 7º Lugar | 6º Lugar | 7º Lugar | 6º Lugar | Eliminados | Eliminados |               |               |
| Rodrigo Silva      | —          | 2º Lugar   | Rodrigo & Toy       | 7º Lugar | 7º Lugar | 5º Lugar | 7º Lugar | 5º Lugar | 7º Lugar | 8º Lugar | 8º Lugar | Eliminados | Eliminados |               |               |
| Catarina Barão     | —          | 3º Lugar   | Catarina Barão      | Os concorrentes não foram apurados para a fase Top 8, fazendo apenas participações esporádicas em algumas galas, na qualidade de convidados especiais. | Os concorrentes não foram apurados para a fase Top 8, fazendo apenas participações esporádicas em algumas galas, na qualidade de convidados especiais. | Os concorrentes não foram apurados para a fase Top 8, fazendo apenas participações esporádicas em algumas galas, na qualidade de convidados especiais. | Os concorrentes não foram apurados para a fase Top 8, fazendo apenas participações esporádicas em algumas galas, na qualidade de convidados especiais. | Os concorrentes não foram apurados para a fase Top 8, fazendo apenas participações esporádicas em algumas galas, na qualidade de convidados especiais. | Os concorrentes não foram apurados para a fase Top 8, fazendo apenas participações esporádicas em algumas galas, na qualidade de convidados especiais. | Os concorrentes não foram apurados para a fase Top 8, fazendo apenas participações esporádicas em algumas galas, na qualidade de convidados especiais. | Os concorrentes não foram apurados para a fase Top 8, fazendo apenas participações esporádicas em algumas galas, na qualidade de convidados especiais. | Os concorrentes não foram apurados para a fase Top 8, fazendo apenas participações esporádicas em algumas galas, na qualidade de convidados especiais. | Os concorrentes não foram apurados para a fase Top 8, fazendo apenas participações esporádicas em algumas galas, na qualidade de convidados especiais. |               |               |
| Pedro Goulão       | —          | 3º Lugar   | Pedro Goulão        | Os concorrentes não foram apurados para a fase Top 8, fazendo apenas participações esporádicas em algumas galas, na qualidade de convidados especiais. | Os concorrentes não foram apurados para a fase Top 8, fazendo apenas participações esporádicas em algumas galas, na qualidade de convidados especiais. | Os concorrentes não foram apurados para a fase Top 8, fazendo apenas participações esporádicas em algumas galas, na qualidade de convidados especiais. | Os concorrentes não foram apurados para a fase Top 8, fazendo apenas participações esporádicas em algumas galas, na qualidade de convidados especiais. | Os concorrentes não foram apurados para a fase Top 8, fazendo apenas participações esporádicas em algumas galas, na qualidade de convidados especiais. | Os concorrentes não foram apurados para a fase Top 8, fazendo apenas participações esporádicas em algumas galas, na qualidade de convidados especiais. | Os concorrentes não foram apurados para a fase Top 8, fazendo apenas participações esporádicas em algumas galas, na qualidade de convidados especiais. | Os concorrentes não foram apurados para a fase Top 8, fazendo apenas participações esporádicas em algumas galas, na qualidade de convidados especiais. | Os concorrentes não foram apurados para a fase Top 8, fazendo apenas participações esporádicas em algumas galas, na qualidade de convidados especiais. | Os concorrentes não foram apurados para a fase Top 8, fazendo apenas participações esporádicas em algumas galas, na qualidade de convidados especiais. |               |               |
| Inês Campana       | —          | 4º Lugar   | Inês Campana        | Os concorrentes não foram apurados para a fase Top 8, fazendo apenas participações esporádicas em algumas galas, na qualidade de convidados especiais. | Os concorrentes não foram apurados para a fase Top 8, fazendo apenas participações esporádicas em algumas galas, na qualidade de convidados especiais. | Os concorrentes não foram apurados para a fase Top 8, fazendo apenas participações esporádicas em algumas galas, na qualidade de convidados especiais. | Os concorrentes não foram apurados para a fase Top 8, fazendo apenas participações esporádicas em algumas galas, na qualidade de convidados especiais. | Os concorrentes não foram apurados para a fase Top 8, fazendo apenas participações esporádicas em algumas galas, na qualidade de convidados especiais. | Os concorrentes não foram apurados para a fase Top 8, fazendo apenas participações esporádicas em algumas galas, na qualidade de convidados especiais. | Os concorrentes não foram apurados para a fase Top 8, fazendo apenas participações esporádicas em algumas galas, na qualidade de convidados especiais. | Os concorrentes não foram apurados para a fase Top 8, fazendo apenas participações esporádicas em algumas galas, na qualidade de convidados especiais. | Os concorrentes não foram apurados para a fase Top 8, fazendo apenas participações esporádicas em algumas galas, na qualidade de convidados especiais. | Os concorrentes não foram apurados para a fase Top 8, fazendo apenas participações esporádicas em algumas galas, na qualidade de convidados especiais. |               |               |
| João Coelho        | —          | 4º Lugar   | João Coelho         | Os concorrentes não foram apurados para a fase Top 8, fazendo apenas participações esporádicas em algumas galas, na qualidade de convidados especiais. | Os concorrentes não foram apurados para a fase Top 8, fazendo apenas participações esporádicas em algumas galas, na qualidade de convidados especiais. | Os concorrentes não foram apurados para a fase Top 8, fazendo apenas participações esporádicas em algumas galas, na qualidade de convidados especiais. | Os concorrentes não foram apurados para a fase Top 8, fazendo apenas participações esporádicas em algumas galas, na qualidade de convidados especiais. | Os concorrentes não foram apurados para a fase Top 8, fazendo apenas participações esporádicas em algumas galas, na qualidade de convidados especiais. | Os concorrentes não foram apurados para a fase Top 8, fazendo apenas participações esporádicas em algumas galas, na qualidade de convidados especiais. | Os concorrentes não foram apurados para a fase Top 8, fazendo apenas participações esporádicas em algumas galas, na qualidade de convidados especiais. | Os concorrentes não foram apurados para a fase Top 8, fazendo apenas participações esporádicas em algumas galas, na qualidade de convidados especiais. | Os concorrentes não foram apurados para a fase Top 8, fazendo apenas participações esporádicas em algumas galas, na qualidade de convidados especiais. | Os concorrentes não foram apurados para a fase Top 8, fazendo apenas participações esporádicas em algumas galas, na qualidade de convidados especiais. |               |               |
| Ema Duarte         | 3º Lugar   |            | Ema Duarte          | Os concorrentes não foram apurados para a fase Top 8, fazendo apenas participações esporádicas em algumas galas, na qualidade de convidados especiais. | Os concorrentes não foram apurados para a fase Top 8, fazendo apenas participações esporádicas em algumas galas, na qualidade de convidados especiais. | Os concorrentes não foram apurados para a fase Top 8, fazendo apenas participações esporádicas em algumas galas, na qualidade de convidados especiais. | Os concorrentes não foram apurados para a fase Top 8, fazendo apenas participações esporádicas em algumas galas, na qualidade de convidados especiais. | Os concorrentes não foram apurados para a fase Top 8, fazendo apenas participações esporádicas em algumas galas, na qualidade de convidados especiais. | Os concorrentes não foram apurados para a fase Top 8, fazendo apenas participações esporádicas em algumas galas, na qualidade de convidados especiais. | Os concorrentes não foram apurados para a fase Top 8, fazendo apenas participações esporádicas em algumas galas, na qualidade de convidados especiais. | Os concorrentes não foram apurados para a fase Top 8, fazendo apenas participações esporádicas em algumas galas, na qualidade de convidados especiais. | Os concorrentes não foram apurados para a fase Top 8, fazendo apenas participações esporádicas em algumas galas, na qualidade de convidados especiais. | Os concorrentes não foram apurados para a fase Top 8, fazendo apenas participações esporádicas em algumas galas, na qualidade de convidados especiais. |               |               |
| Tiago Barbosa      | 3º Lugar   |            | Tiago Barbosa       | Os concorrentes não foram apurados para a fase Top 8, fazendo apenas participações esporádicas em algumas galas, na qualidade de convidados especiais. | Os concorrentes não foram apurados para a fase Top 8, fazendo apenas participações esporádicas em algumas galas, na qualidade de convidados especiais. | Os concorrentes não foram apurados para a fase Top 8, fazendo apenas participações esporádicas em algumas galas, na qualidade de convidados especiais. | Os concorrentes não foram apurados para a fase Top 8, fazendo apenas participações esporádicas em algumas galas, na qualidade de convidados especiais. | Os concorrentes não foram apurados para a fase Top 8, fazendo apenas participações esporádicas em algumas galas, na qualidade de convidados especiais. | Os concorrentes não foram apurados para a fase Top 8, fazendo apenas participações esporádicas em algumas galas, na qualidade de convidados especiais. | Os concorrentes não foram apurados para a fase Top 8, fazendo apenas participações esporádicas em algumas galas, na qualidade de convidados especiais. | Os concorrentes não foram apurados para a fase Top 8, fazendo apenas participações esporádicas em algumas galas, na qualidade de convidados especiais. | Os concorrentes não foram apurados para a fase Top 8, fazendo apenas participações esporádicas em algumas galas, na qualidade de convidados especiais. | Os concorrentes não foram apurados para a fase Top 8, fazendo apenas participações esporádicas em algumas galas, na qualidade de convidados especiais. |               |               |
| Carolina Cardetas  | 4º Lugar   |            | Carolina Cardetas   | Os concorrentes não foram apurados para a fase Top 8, fazendo apenas participações esporádicas em algumas galas, na qualidade de convidados especiais. | Os concorrentes não foram apurados para a fase Top 8, fazendo apenas participações esporádicas em algumas galas, na qualidade de convidados especiais. | Os concorrentes não foram apurados para a fase Top 8, fazendo apenas participações esporádicas em algumas galas, na qualidade de convidados especiais. | Os concorrentes não foram apurados para a fase Top 8, fazendo apenas participações esporádicas em algumas galas, na qualidade de convidados especiais. | Os concorrentes não foram apurados para a fase Top 8, fazendo apenas participações esporádicas em algumas galas, na qualidade de convidados especiais. | Os concorrentes não foram apurados para a fase Top 8, fazendo apenas participações esporádicas em algumas galas, na qualidade de convidados especiais. | Os concorrentes não foram apurados para a fase Top 8, fazendo apenas participações esporádicas em algumas galas, na qualidade de convidados especiais. | Os concorrentes não foram apurados para a fase Top 8, fazendo apenas participações esporádicas em algumas galas, na qualidade de convidados especiais. | Os concorrentes não foram apurados para a fase Top 8, fazendo apenas participações esporádicas em algumas galas, na qualidade de convidados especiais. | Os concorrentes não foram apurados para a fase Top 8, fazendo apenas participações esporádicas em algumas galas, na qualidade de convidados especiais. |               |               |
| Hugo Garrido       | 4º Lugar   |            | Hugo Garrido        | Os concorrentes não foram apurados para a fase Top 8, fazendo apenas participações esporádicas em algumas galas, na qualidade de convidados especiais. | Os concorrentes não foram apurados para a fase Top 8, fazendo apenas participações esporádicas em algumas galas, na qualidade de convidados especiais. | Os concorrentes não foram apurados para a fase Top 8, fazendo apenas participações esporádicas em algumas galas, na qualidade de convidados especiais. | Os concorrentes não foram apurados para a fase Top 8, fazendo apenas participações esporádicas em algumas galas, na qualidade de convidados especiais. | Os concorrentes não foram apurados para a fase Top 8, fazendo apenas participações esporádicas em algumas galas, na qualidade de convidados especiais. | Os concorrentes não foram apurados para a fase Top 8, fazendo apenas participações esporádicas em algumas galas, na qualidade de convidados especiais. | Os concorrentes não foram apurados para a fase Top 8, fazendo apenas participações esporádicas em algumas galas, na qualidade de convidados especiais. | Os concorrentes não foram apurados para a fase Top 8, fazendo apenas participações esporádicas em algumas galas, na qualidade de convidados especiais. | Os concorrentes não foram apurados para a fase Top 8, fazendo apenas participações esporádicas em algumas galas, na qualidade de convidados especiais. | Os concorrentes não foram apurados para a fase Top 8, fazendo apenas participações esporádicas em algumas galas, na qualidade de convidados especiais. |               |               |

## Semifinais

### 1ª Semifinal (9 de fevereiro de 2014)
A 1ª Semifinal de "A Tua Cara Não Me É Estranha: Kids" ocorreu no dia 9 de fevereiro de 2014. Logo no início do programa, após o número de abertura pelos mentores FF & Vanessa, foram abertas as linhas telefónicas para voto do público. De seguida, procedeu-se às atuações dos concorrentes. Após a atuação de sete dos oito concorrentes, brilhou a convidada especial Débora Picoito. Logo após tal acontecer atuou o último concorrente; seguidamente atuaram os mentores Mico & Diana e procedeu-se à votação por parte dos jurados e dos colegas. De seguida, foram divulgados os resultados do voto popular e acrescentou-se estes valores aos já obtidos por parte do júri e dos mentores. Verificou-se então que os concorrentes apurados para a fase seguinte do programa foram Diana Martins e Rui Pereira (1º lugar ex aequo), Inês Tavares e Bernardo Faustino (2º lugar ex aequo).
| Concorrente       | Cantor(a) imitado(a)     | Música                             | Resultado Final |
| ----------------- | ------------------------ | ---------------------------------- | --------------- |
| Diana Martins     | Kelly Clarkson           | "Stronger (What Doesn't Kill You)" | 1º Lugar        |
| Rui Pereira       | New Max (Expensive Soul) | "Cupido"                           | 1º Lugar        |
| Inês Tavares      | Adele                    | "Rolling In The Deep"              | 2º Lugar        |
| Bernardo Faustino | Tony Carreira            | "Sonhos de Menino"                 | 2º Lugar        |
| Ema Duarte        | Ana Moura                | "Desfado"                          | 3º Lugar        |
| Tiago Barbosa     | Bruno Mars               | "Treasure"                         | 3º Lugar        |
| Carolina Cardetas | Katy Perry               | "Roar"                             | 4º Lugar        |
| Hugo Garrido      | Jon Bon Jovi             | "It's My Life"                     | 4º Lugar        |

Outras atuações
| Intérprete                              | Cantor(a) imitado(a)     | Música                             |
| --------------------------------------- | ------------------------ | ---------------------------------- |
| FF & Vanessa                            | Prince & Beyoncé         | "Purple Rain / Kiss / Love On Top" |
| Débora Picoito                          | Rihanna                  | "Stay"                             |
| Mico da Câmara Pereira & Diana Monteiro | Seu Jorge & Ana Carolina | "É isso aí"                        |

Tabela de Pontuação
| Concorrente       | Pontos do Júri + Mentores | Pontos do Júri + Mentores | Pontos do Júri + Mentores | Pontos do Júri + Mentores | Pontos do Júri + Mentores | Pontos do Júri + Mentores | Conversão 8 - 12 pontos | Pontos do Público | Total |
| Concorrente       | António                   | José                      | Alexandra                 | Luís                      | Mentores                  | Total                     | Conversão 8 - 12 pontos | Pontos do Público | Total |
| ----------------- | ------------------------- | ------------------------- | ------------------------- | ------------------------- | ------------------------- | ------------------------- | ----------------------- | ----------------- | ----- |
| Ema Duarte        | 8                         | 9                         | 9                         | 10                        | —                         | 36                        | 8                       | 9                 | 17    |
| Tiago Barbosa     | 10                        | 10                        | 8                         | 8                         | 5                         | 41                        | 10                      | 9                 | 19    |
| Inês Tavares      | 12                        | 12                        | 8                         | 8                         | 5                         | 45                        | 10                      | 10                | 20    |
| Rui Pereira       | 12                        | 12                        | 12                        | 12                        | 20                        | 68                        | 12                      | 10                | 22    |
| Diana Martins     | 10                        | 8                         | 10                        | 9                         | 10                        | 48                        | 12                      | 12                | 24    |
| Bernardo Faustino | 9                         | 9                         | 9                         | 9                         | —                         | 36                        | 8                       | 12                | 20    |
| Carolina Cardetas | 9                         | 10                        | 12                        | 12                        | —                         | 43                        | 9                       | 8                 | 17    |
| Hugo Garrido      | 8                         | 8                         | 10                        | 10                        | —                         | 36                        | 9                       | 8                 | 17    |

### 2ª Semifinal (16 de fevereiro de 2014)
A 2ª Semifinal de "A Tua Cara Não Me É Estranha: Kids" ocorreu no dia 16 de fevereiro de 2014. Logo no início do programa, após o número de abertura pelos meninos apurados na 1ª semifinal (Rui & Bernardo), foram abertas as linhas telefónicas para voto do público. De seguida, procedeu-se às atuações dos concorrentes. Após a atuação de três dos oito concorrentes, brilharam as meninas apuradas na 1ª semifinal (Diana & Inês). Continuaram, então, as atuações dos concorrentes; seguidamente atuaram os mentores Ricardo & Wanda e procedeu-se à votação por parte dos jurados e dos colegas. De seguida, atuaram os mentores Toy & Romana, foram divulgados os resultados do voto popular e acrescentou-se estes valores aos já obtidos por parte do júri e dos mentores. Verificou-se então que os concorrentes apurados para a fase seguinte do programa foram Teresa Ferreira e Bernardo Dimas (1º lugar ex aequo), Catarina Castanhas e Rodrigo Silva (2º lugar ex aequo).
| Concorrente        | Cantor(a) imitado(a) | Música                    | Resultado Final |
| ------------------ | -------------------- | ------------------------- | --------------- |
| Teresa Ferreira    | Taylor Swift         | "I Knew You Were Trouble" | 1º Lugar        |
| Bernardo Dimas     | John Legend          | "All of Me"               | 1º Lugar        |
| Catarina Castanhas | Jessie J             | "Domino"                  | 2º Lugar        |
| Rodrigo Silva      | Carlos Paião         | "Cinderela"               | 2º Lugar        |
| Catarina Barão     | Amy Winehouse        | "Valerie"                 | 3º Lugar        |
| Pedro Goulão       | Anselmo Ralph        | "Não Me Toca"             | 3º Lugar        |
| Inês Campana       | Ana Bacalhau         | "Seja Agora"              | 4º Lugar        |
| João Coelho        | Rui Veloso           | "Lado Lunar"              | 4º Lugar        |

Outras atuações
| Intérprete                      | Cantor(a) imitado(a)         | Música                             |
| ------------------------------- | ---------------------------- | ---------------------------------- |
| Rui Pereira & Bernardo Faustino | Ylvis                        | "The Fox (What Does the Fox Say?)" |
| Diana Martins & Inês Tavares    | ABBA                         | "Dancing Queen"                    |
| Ricardo Soler & Wanda Stuart    | Pitbull & Christina Aguilera | "Feel This Moment"                 |
| Toy & Romana                    | Kenny Rogers & Sheena Easton | "We've Got Tonight"                |

Tabela de Pontuação
| Concorrente        | Pontos do Júri + Mentores | Pontos do Júri + Mentores | Pontos do Júri + Mentores | Pontos do Júri + Mentores | Pontos do Júri + Mentores | Pontos do Júri + Mentores | Conversão 8 - 12 pontos | Pontos do Público | Total |
| Concorrente        | António                   | José                      | Alexandra                 | Luís                      | Mentores                  | Total                     | Conversão 8 - 12 pontos | Pontos do Público | Total |
| ------------------ | ------------------------- | ------------------------- | ------------------------- | ------------------------- | ------------------------- | ------------------------- | ----------------------- | ----------------- | ----- |
| Pedro Goulão       | 10                        | 9                         | 10                        | 10                        | —                         | 39                        | 9                       | 9                 | 18    |
| Teresa Ferreira    | 9                         | 8                         | 9                         | 9                         | 5                         | 40                        | 9                       | 12                | 21    |
| Rodrigo Silva      | 8                         | 8                         | 8                         | 8                         | 15                        | 47                        | 10                      | 10                | 20    |
| Inês Campana       | 8                         | 9                         | 8                         | 8                         | —                         | 33                        | 8                       | 8                 | 16    |
| Bernardo Dimas     | 12                        | 12                        | 12                        | 12                        | —                         | 48                        | 12                      | 12                | 24    |
| Catarina Castanhas | 12                        | 12                        | 12                        | 12                        | 20                        | 68                        | 12                      | 9                 | 21    |
| João Coelho        | 9                         | 10                        | 9                         | 9                         | —                         | 37                        | 8                       | 8                 | 16    |
| Catarina Barão     | 10                        | 10                        | 10                        | 10                        | —                         | 40                        | 10                      | 10                | 20    |

## Galas (Top 8)

### 1ª Gala (23 de fevereiro de 2014)
A 1ª Gala de "A Tua Cara Não Me É Estranha: Kids" ocorreu no dia 23 de fevereiro de 2014. Logo no início do programa, depois de atuarem os ex-concorrentes Hugo Garrido, João Coelho, Pedro Goulão, Tiago Barbosa, foram abertas as linhas telefónicas para voto do público. De seguida, procedeu-se às atuações dos concorrentes. Após a atuação de três dos oito concorrentes, brilharam as ex-concorrentes Carolina Cardetas, Catarina Barão, Ema Duarte, Inês Campana. Logo após tal acontecer atuaram os restantes cinco concorrentes; seguidamente atuaram os convidados especiais Maria Carolina & João Pacheco e procedeu-se à votação por parte dos jurados e dos colegas. De seguida, foram divulgados os resultados do voto popular e acrescentou-se estes valores aos já obtidos por parte do júri e dos colegas. Verificou-se então que, indiscutivelmente, a dupla vencedora da gala foi Diana & Ricardo Soler.
| Dupla                        | Cantor(a) imitado(a)             | Música                           | Resultado Final  |
| ---------------------------- | -------------------------------- | -------------------------------- | ---------------- |
| Xia & Ricardo Soler          | Pink & Nate Ruess                | "Just Give Me a Reason"          | Vencedor da Gala |
| Elha & Romana                | Miley Cyrus                      | "Wrecking Ball"                  | 2º Lugar         |
| Justin & Wanda Stuart        | George Michael & Aretha Franklin | "I Knew You Were Waiting For Me" | 3º Lugar         |
| Awra & Vanessa               | James Morrison & Nelly Furtado   | "Broken Strings"                 | 4º Lugar         |
| Alonzo & FF                  | Emeli Sandé & Labrinth           | "Beneath Your Beautiful"         | 5º Lugar         |
| Sam & Mico da Câmara Pereira | Nicolas Reyes (Gipsy Kings)      | "Volare"                         | 6º Lugar         |
| Lyca& Toy                    | Tim (Xutos & Pontapés)           | "Contentores"                    | 7º Lugar         |
| A.C & Diana Monteiro         | Lady Gaga                        | "Applause"                       | 8º Lugar         |

Outras atuações
| Intérprete                                                  | Cantor(a) imitado(a)         | Música                  |
| ----------------------------------------------------------- | ---------------------------- | ----------------------- |
| Hugo Garrido, João Coelho, Pedro Goulão, Tiago Barbosa      | D'ZRT                        | "Para Mim Tanto Me Faz" |
| Carolina Cardetas, Catarina Barão, Ema Duarte, Inês Campana | Doce                         | "Bem Bom"               |
| Maria Carolina & João Pacheco                               | Vanessa da Mata & Ben Harper | "Boa Sorte / Good Luck" |

Tabela de Pontuação
| Dupla               | Pontos do Júri + Duplas | Pontos do Júri + Duplas | Pontos do Júri + Duplas | Pontos do Júri + Duplas | Pontos do Júri + Duplas | Pontos do Júri + Duplas | Conversão 4 - 12 pontos | Pontos do Público | Total |
| Dupla               | António                 | José                    | Alexandra               | Luís                    | Duplas                  | Total                   | Conversão 4 - 12 pontos | Pontos do Público | Total |
| ------------------- | ----------------------- | ----------------------- | ----------------------- | ----------------------- | ----------------------- | ----------------------- | ----------------------- | ----------------- | ----- |
| Inês & Diana        | 5                       | 5                       | 5                       | 5                       | —                       | 20                      | 4                       | 4                 | 8     |
| Bernardo F. & Mico  | 6                       | 6                       | 6                       | 7                       | —                       | 25                      | 6                       | 6                 | 12    |
| Catarina & FF       | 9                       | 10                      | 7                       | 6                       | —                       | 32                      | 7                       | 9                 | 16    |
| Rodrigo & Toy       | 4                       | 4                       | 4                       | 4                       | 5                       | 21                      | 5                       | 5                 | 10    |
| Teresa & Romana     | 7                       | 7                       | 8                       | 8                       | 5                       | 35                      | 8                       | 12                | 20    |
| Diana & Ricardo     | 12                      | 12                      | 9                       | 12                      | 10                      | 55                      | 12                      | 10                | 22    |
| Rui & Vanessa       | 8                       | 8                       | 12                      | 10                      | 15                      | 53                      | 10                      | 7                 | 17    |
| Bernardo D. & Wanda | 10                      | 9                       | 10                      | 9                       | 5                       | 43                      | 9                       | 8                 | 17    |

### 2ª Gala (2 de março de 2014)
A 2ª Gala de "A Tua Cara Não Me É Estranha: Kids" ocorreu no dia 2 de março de 2014. Logo no início do programa, depois de atuarem os ex-concorrentes Pedro Goulão & Tiago Barbosa, foram abertas as linhas telefónicas para voto do público. De seguida, procedeu-se às atuações dos concorrentes. Após a atuação de três dos oito concorrentes, brilharam as ex-concorrentes Carolina Cardetas, Catarina Barão, Ema Duarte, Inês Campana. Logo após tal acontecer atuaram os restantes cinco concorrentes; seguidamente atuaram os ex-concorrentes João Coelho & Hugo Garrido e procedeu-se à votação por parte dos jurados e dos colegas. De seguida, foram divulgados os resultados do voto popular e acrescentou-se estes valores aos já obtidos por parte do júri e dos colegas. Verificou-se então que, indiscutivelmente, a dupla vencedora da gala foi Catarina & FF.
| Dupla                                | Cantor(a) imitado(a)                  | Música                        | Resultado Final  |
| ------------------------------------ | ------------------------------------- | ----------------------------- | ---------------- |
| Catarina & FF                        | Sara Tavares & Nuno Guerreiro         | "Perdidamente"                | Vencedor da Gala |
| Teresa & Romana                      | Celine Dion & Anastacia               | "You Shook Me All Night Long" | 2º Lugar         |
| Diana & Ricardo Soler                | Agnes                                 | "Release Me"                  | 3º Lugar         |
| Bernardo F. & Mico da Câmara Pereira | Pedro Abrunhosa & Camané              | "Para os Braços da Minha Mãe" | 4º Lugar         |
| Rui & Vanessa                        | Alejandro Sanz & Shakira              | "La Tortura"                  | 5º Lugar         |
| Inês Tavares & Diana Monteiro        | Ellie Goulding                        | "I need your love"            | 6º Lugar         |
| Rodrigo & Toy                        | Freddie Mercury (Queen) & David Bowie | "Under Pressure"              | 7º Lugar         |
| Bernardo D. & Wanda Stuart           | will.i.am & Nicki Minaj               | "Check It Out"                | 8º Lugar         |

Outras atuações
| Intérprete                                                  | Cantor(a) imitado(a) | Música                  |
| ----------------------------------------------------------- | -------------------- | ----------------------- |
| Pedro Goulão & Tiago Barbosa                                | LMFAO                | "Sexy and I Know It"    |
| Carolina Cardetas, Catarina Barão, Ema Duarte, Inês Campana | The Bangles          | "Walk Like an Egyptian" |
| João Coelho & Hugo Garrido                                  | Anjos                | "Quero Voltar"          |

Tabela de Pontuação
| Dupla               | Pontos do Júri + Duplas | Pontos do Júri + Duplas | Pontos do Júri + Duplas | Pontos do Júri + Duplas | Pontos do Júri + Duplas | Pontos do Júri + Duplas | Conversão 4 - 12 pontos | Pontos do Público | Total | Total Contínuo |
| Dupla               | António                 | José                    | Alexandra               | Luís                    | Duplas                  | Total                   | Conversão 4 - 12 pontos | Pontos do Público | Total | Total Contínuo |
| ------------------- | ----------------------- | ----------------------- | ----------------------- | ----------------------- | ----------------------- | ----------------------- | ----------------------- | ----------------- | ----- | -------------- |
| Inês & Diana        | 6                       | 5                       | 4                       | 7                       | 5                       | 27                      | 7                       | 7                 | 14    | 22             |
| Bernardo F. & Mico  | 10                      | 10                      | 10                      | 10                      | —                       | 40                      | 9                       | 8                 | 17    | 29             |
| Catarina & FF       | 12                      | 12                      | 12                      | 12                      | 20                      | 68                      | 12                      | 10                | 22    | 38             |
| Rodrigo & Toy       | 4                       | 4                       | 5                       | 4                       | —                       | 21                      | 4                       | 6                 | 10    | 20             |
| Teresa & Romana     | 7                       | 7                       | 7                       | 5                       | —                       | 26                      | 6                       | 12                | 18    | 38             |
| Diana & Ricardo     | 8                       | 8                       | 9                       | 8                       | 5                       | 38                      | 8                       | 9                 | 17    | 39             |
| Rui & Vanessa       | 9                       | 9                       | 8                       | 9                       | 10                      | 45                      | 10                      | 5                 | 15    | 32             |
| Bernardo D. & Wanda | 5                       | 6                       | 6                       | 6                       | —                       | 23                      | 5                       | 4                 | 9     | 26             |

### 3ª Gala (9 de março de 2014)
A 3ª Gala de "A Tua Cara Não Me É Estranha: Kids" ocorreu no dia 9 de março de 2014. Logo no início do programa, depois de atuarem as ex-concorrentes Catarina Barão & Ema Duarte, foram abertas as linhas telefónicas para voto do público. De seguida, procedeu-se às atuações dos concorrentes. Após a atuação de quatro dos oito concorrentes, brilharam os ex-concorrentes Hugo Garrido, João Coelho, Pedro Goulão, Tiago Barbosa, acompanhados por Miguel Guerreiro. Logo após tal acontecer atuaram os restantes quatro concorrentes; seguidamente atuou o ex-concorrente João Coelho, que foi surpreendido durante a sua atuação por Roberto Leal, e procedeu-se à votação por parte dos jurados e dos colegas. De seguida, foram divulgados os resultados do voto popular e acrescentou-se estes valores aos já obtidos por parte do júri e dos colegas. Verificou-se então um empate entre as duplas Diana & Ricardo Soler e Rui & Vanessa. Porém, como é o voto do público que predomina, a dupla Diana & Ricardo Soler venceu a gala.
| Dupla                                | Cantor(a) imitado(a)               | Música                       | Resultado Final  |
| ------------------------------------ | ---------------------------------- | ---------------------------- | ---------------- |
| Diana & Ricardo Soler                | Kylie Minogue & Ricky Martin       | "Livin' La Vida Loca"        | Vencedor da Gala |
| Rui & Vanessa                        | Michael Jackson & Britney Spears   | "The Way You Make Me Feel"   | 2º Lugar         |
| Catarina & FF                        | Beyoncé & Tina Turner              | "Proud Mary"                 | 3º Lugar         |
| Teresa & Romana                      | Christina Aguilera                 | "Hurt"                       | 4º Lugar         |
| Rodrigo & Toy                        | Prince & Lenny Kravitz             | "American Woman"             | 5º Lugar         |
| Inês Tavares & Diana Monteiro        | Sónia Tavares (The Gift)           | "Primavera"                  | 6º Lugar         |
| Bernardo F. & Mico da Câmara Pereira | António Variações                  | "Estou Além"                 | 7º Lugar         |
| Bernardo D. & Wanda Stuart           | John Travolta & Olivia Newton-John | "You're The One That I Want" | 8º Lugar         |

Outras atuações
| Intérprete                                                                | Cantor(a) imitado(a) | Música                 |
| ------------------------------------------------------------------------- | -------------------- | ---------------------- |
| Catarina Barão & Ema Duarte                                               | Icona Pop            | "I Love It"            |
| Hugo Garrido, João Coelho, Pedro Goulão, Tiago Barbosa & Miguel Guerreiro | One Direction        | "Story of my Life"     |
| João Coelho & Roberto Leal                                                | Roberto Leal         | "Português Brasileiro" |

Tabela de Pontuação
| Dupla               | Pontos do Júri + Duplas | Pontos do Júri + Duplas | Pontos do Júri + Duplas | Pontos do Júri + Duplas | Pontos do Júri + Duplas | Pontos do Júri + Duplas | Conversão 4 - 12 pontos | Pontos do Público | Total | Total Contínuo |
| Dupla               | António                 | José                    | Alexandra               | Luís                    | Duplas                  | Total                   | Conversão 4 - 12 pontos | Pontos do Público | Total | Total Contínuo |
| ------------------- | ----------------------- | ----------------------- | ----------------------- | ----------------------- | ----------------------- | ----------------------- | ----------------------- | ----------------- | ----- | -------------- |
| Inês & Diana        | 5                       | 6                       | 6                       | 7                       | 5                       | 29                      | 7                       | 5                 | 12    | 34             |
| Bernardo F. & Mico  | 4                       | 5                       | 4                       | 5                       | —                       | 18                      | 4                       | 6                 | 10    | 39             |
| Catarina & FF       | 9                       | 9                       | 9                       | 9                       | 5                       | 41                      | 9                       | 9                 | 18    | 56             |
| Rodrigo & Toy       | 8                       | 7                       | 8                       | 8                       | —                       | 31                      | 8                       | 7                 | 15    | 35             |
| Teresa & Romana     | 6                       | 4                       | 5                       | 4                       | —                       | 19                      | 5                       | 12                | 17    | 55             |
| Diana & Ricardo     | 10                      | 10                      | 12                      | 10                      | —                       | 42                      | 10                      | 10                | 20    | 59             |
| Rui & Vanessa       | 12                      | 12                      | 10                      | 12                      | 30                      | 76                      | 12                      | 8                 | 20    | 52             |
| Bernardo D. & Wanda | 7                       | 8                       | 7                       | 6                       | —                       | 28                      | 6                       | 4                 | 10    | 36             |

### 4ª Gala (16 de março de 2014)
A 4ª Gala de "A Tua Cara Não Me É Estranha: Kids" ocorreu no dia 16 de março de 2014. Logo no início do programa, depois de atuarem os ex-concorrentes João Coelho & Tiago Barbosa, foram abertas as linhas telefónicas para voto do público. De seguida, procedeu-se às atuações dos concorrentes. Após a atuação de dois dos oito concorrentes, brilharam as ex-concorrentes Carolina Cardetas & Inês Campana. Logo após tal acontecer atuaram os restantes seis concorrentes; seguidamente atuou o ex-concorrente Pedro Goulão, acompanhado de Leandro, e procedeu-se à votação por parte dos jurados e dos colegas. De seguida, foram divulgados os resultados do voto popular e acrescentou-se estes valores aos já obtidos por parte do júri e dos colegas. Verificou-se então que, indiscutivelmente, a dupla vencedora da gala foi Diana & Ricardo Soler.
| Dupla                                | Cantor(a) imitado(a)                        | Música                   | Resultado Final  |
| ------------------------------------ | ------------------------------------------- | ------------------------ | ---------------- |
| Diana & Ricardo Soler                | Carminho & Pablo Alborán                    | "Perdóname"              | Vencedor da Gala |
| Bernardo D. & Wanda Stuart           | R. Kelly & Whitney Houston                  | "I Look To You"          | 2º Lugar         |
| Catarina & FF                        | Joss Stone & Robbie Williams                | "Angels"                 | 3º Lugar         |
| Rui & Vanessa                        | Adam Levine (Maroon 5) & Christina Aguilera | "Moves Like Jagger"      | 4º Lugar         |
| Teresa & Romana                      | Kelly Clarkson & Reba McEntire              | "Because Of You"         | 5º Lugar         |
| Inês Tavares & Diana Monteiro        | Gwen Stefani (No Doubt)                     | "Don't Speak"            | 6º Lugar         |
| Rodrigo & Toy                        | José Cid                                    | "Um Grande, Grande Amor" | 7º Lugar         |
| Bernardo F. & Mico da Câmara Pereira | Carlinhos Brown                             | "A Namorada"             | 8º Lugar         |

Outras atuações
| Intérprete                       | Cantor(a) imitado(a) | Música                       |
| -------------------------------- | -------------------- | ---------------------------- |
| João Coelho & Tiago Barbosa      | Pharrell Williams    | "Happy"                      |
| Carolina Cardetas & Inês Campana | Violetta             | "En Mi Mundo"                |
| Pedro Goulão & Leandro           | Leandro              | "Que Mal Te Fiz Eu (Diz-me)" |

Tabela de Pontuação
| Dupla               | Pontos do Júri + Duplas | Pontos do Júri + Duplas | Pontos do Júri + Duplas | Pontos do Júri + Duplas | Pontos do Júri + Duplas | Pontos do Júri + Duplas | Conversão 4 - 12 pontos | Pontos do Público | Total | Total Contínuo |
| Dupla               | António                 | José                    | Alexandra               | Luís                    | Duplas                  | Total                   | Conversão 4 - 12 pontos | Pontos do Público | Total | Total Contínuo |
| ------------------- | ----------------------- | ----------------------- | ----------------------- | ----------------------- | ----------------------- | ----------------------- | ----------------------- | ----------------- | ----- | -------------- |
| Inês & Diana        | 7                       | 7                       | 5                       | 6                       | 15                      | 40                      | 9                       | 5                 | 14    | 48             |
| Bernardo F. & Mico  | 6                       | 6                       | 6                       | 7                       | 5                       | 30                      | 6                       | 4                 | 10    | 49             |
| Catarina & FF       | 8                       | 8                       | 10                      | 8                       | —                       | 34                      | 7                       | 9                 | 16    | 72             |
| Rodrigo & Toy       | 5                       | 5                       | 8                       | 5                       | —                       | 23                      | 5                       | 6                 | 11    | 46             |
| Teresa & Romana     | 4                       | 4                       | 4                       | 4                       | —                       | 16                      | 4                       | 10                | 14    | 69             |
| Diana & Ricardo     | 12                      | 12                      | 12                      | 12                      | 15                      | 63                      | 12                      | 12                | 24    | 83             |
| Rui & Vanessa       | 9                       | 10                      | 9                       | 9                       | —                       | 37                      | 8                       | 7                 | 15    | 67             |
| Bernardo D. & Wanda | 10                      | 9                       | 7                       | 10                      | 5                       | 41                      | 10                      | 8                 | 18    | 54             |

### 5ª Gala (23 de março de 2014)
A 5ª Gala de "A Tua Cara Não Me É Estranha: Kids" ocorreu no dia 23 de março de 2014. Logo no início do programa, depois de atuar o ex-concorrente Pedro Goulão, acompanhado de Nelson Freitas, foram abertas as linhas telefónicas para voto do público. De seguida, procedeu-se às atuações dos concorrentes. Após a atuação de dois dos oito concorrentes, brilhou a ex-concorrente Carolina Cardetas. Logo após tal acontecer atuaram os restantes seis concorrentes; seguidamente atuou o ex-concorrente João Coelho, acompanhado de José Malhoa, e procedeu-se à votação por parte dos jurados e dos colegas. De seguida, foram divulgados os resultados do voto popular e acrescentou-se estes valores aos já obtidos por parte do júri e dos colegas. Verificou-se então que, indiscutivelmente, a dupla vencedora da gala foi Catarina & FF.
| Dupla                                | Cantor(a) imitado(a)            | Música                            | Resultado Final  |
| ------------------------------------ | ------------------------------- | --------------------------------- | ---------------- |
| Catarina & FF                        | Jennifer Hudson & Michael Bublé | "Feeling Good"                    | Vencedor da Gala |
| Teresa & Romana                      | Marisa Liz (Amor Electro)       | "A Máquina (Acordou)"             | 2º Lugar         |
| Diana & Ricardo Soler                | Melanie C & Bryan Adams         | "When You're Gone"                | 3º Lugar         |
| Inês Tavares & Diana Monteiro        | Alicia Keys & Regine Velasquez  | "If I Ain't Got You"              | 4º Lugar         |
| Rodrigo & Toy                        | Joselito & José Carreras        | "Granada"                         | 5º Lugar         |
| Rui & Vanessa                        | Chris Brown & Rihanna           | "Umbrella (Cinderella Remix)"     | 6º Lugar         |
| Bernardo F. & Mico da Câmara Pereira | Bruno Mars                      | "Count On Me"                     | 7º Lugar         |
| Bernardo D. & Wanda Stuart           | Roberto Carlos & Ivete Sangalo  | "Se Eu Não Te Amasse Tanto Assim" | 8º Lugar         |

Outras atuações
| Intérprete                    | Cantor(a) imitado(a) | Música                |
| ----------------------------- | -------------------- | --------------------- |
| Pedro Goulão & Nelson Freitas | Nelson Freitas       | "Bo Tem Mel"          |
| Carolina Cardetas             | Liliane Marise       | "Pancadinhas de Amor" |
| João Coelho & José Malhoa     | José Malhoa          | "Baile de Verão"      |

Tabela de Pontuação
| Dupla               | Pontos do Júri + Duplas | Pontos do Júri + Duplas | Pontos do Júri + Duplas | Pontos do Júri + Duplas | Pontos do Júri + Duplas | Pontos do Júri + Duplas | Conversão 4 - 12 pontos | Pontos do Público | Total | Total Contínuo |
| Dupla               | António                 | José                    | Alexandra               | Luís                    | Duplas                  | Total                   | Conversão 4 - 12 pontos | Pontos do Público | Total | Total Contínuo |
| ------------------- | ----------------------- | ----------------------- | ----------------------- | ----------------------- | ----------------------- | ----------------------- | ----------------------- | ----------------- | ----- | -------------- |
| Inês & Diana        | 9                       | 10                      | 10                      | 10                      | 5                       | 44                      | 10                      | 7                 | 17    | 65             |
| Bernardo F. & Mico  | 4                       | 4                       | 4                       | 4                       | —                       | 16                      | 4                       | 6                 | 10    | 59             |
| Catarina & FF       | 12                      | 12                      | 12                      | 12                      | 30                      | 78                      | 12                      | 9                 | 21    | 93             |
| Rodrigo & Toy       | 10                      | 7                       | 7                       | 5                       | —                       | 29                      | 6                       | 10                | 16    | 62             |
| Teresa & Romana     | 6                       | 6                       | 6                       | 6                       | 5                       | 29                      | 7                       | 12                | 19    | 88             |
| Diana & Ricardo     | 8                       | 9                       | 9                       | 9                       | —                       | 35                      | 9                       | 8                 | 17    | 100            |
| Rui & Vanessa       | 7                       | 8                       | 8                       | 8                       | —                       | 31                      | 8                       | 5                 | 13    | 80             |
| Bernardo D. & Wanda | 5                       | 5                       | 5                       | 7                       | —                       | 22                      | 5                       | 4                 | 9     | 63             |

### 6ª Gala (30 de março de 2014)
A 6ª Gala de "A Tua Cara Não Me É Estranha: Kids" ocorreu no dia 30 de março de 2014. Logo no início do programa, depois de atuarem os ex-concorrentes João Coelho & Tiago Barbosa, acompanhados de David Carreira, foram abertas as linhas telefónicas para voto do público. De seguida, procedeu-se às atuações dos concorrentes. Após a atuação de dois dos oito concorrentes, brilhou a convidada especial Kelly Baron. Logo após tal acontecer atuaram os restantes seis concorrentes; seguidamente atuou o ex-concorrente Pedro Goulão, acompanhado de Emanuel, e procedeu-se à votação por parte dos jurados e dos colegas. De seguida, foram divulgados os resultados do voto popular e acrescentou-se estes valores aos já obtidos por parte do júri e dos colegas. Verificou-se então que, indiscutivelmente, a dupla vencedora da gala foi Catarina & FF.
| Dupla                                | Cantor(a) imitado(a)         | Música                       | Resultado Final  |
| ------------------------------------ | ---------------------------- | ---------------------------- | ---------------- |
| Catarina & FF                        | Mariza & Jorge Fernando      | "Chuva"                      | Vencedor da Gala |
| Rui & Vanessa                        | Ricardo Afonso & Rita Guerra | "A Bela e o Monstro"         | 2º Lugar         |
| Diana & Ricardo Soler                | Shontelle & James Arthur     | "Impossible"                 | 3º Lugar         |
| Teresa & Romana                      | Adele                        | "Don't You Remember"         | 4º Lugar         |
| Inês Tavares & Diana Monteiro        | Christina Perri              | "A Thousand Years"           | 5º Lugar         |
| Bernardo F. & Mico da Câmara Pereira | Elvis Presley                | "Blue Suede Shoes"           | 6º Lugar         |
| Rodrigo & Toy                        | Morten Harket (a-ha)         | "Take on Me"                 | 7º Lugar         |
| Bernardo D. & Wanda Stuart           | Elton John & Kiki Dee        | "Don't Go Breaking My Heart" | 8º Lugar         |

Outras atuações
| Intérprete                                     | Cantor(a) imitado(a)     | Música               |
| ---------------------------------------------- | ------------------------ | -------------------- |
| David Carreira com João Coelho & Tiago Barbosa | David Carreira & Boss AC | "ABC"                |
| Kelly Baron                                    | Anitta                   | "Show das Poderosas" |
| Pedro Goulão & Emanuel                         | Emanuel                  | "O Ritmo do Amor"    |

Tabela de Pontuação
| Dupla               | Pontos do Júri + Duplas | Pontos do Júri + Duplas | Pontos do Júri + Duplas | Pontos do Júri + Duplas | Pontos do Júri + Duplas | Pontos do Júri + Duplas | Conversão 4 - 12 pontos | Pontos do Público | Total | Total Contínuo |
| Dupla               | António                 | José                    | Alexandra               | Luís                    | Duplas                  | Total                   | Conversão 4 - 12 pontos | Pontos do Público | Total | Total Contínuo |
| ------------------- | ----------------------- | ----------------------- | ----------------------- | ----------------------- | ----------------------- | ----------------------- | ----------------------- | ----------------- | ----- | -------------- |
| Inês & Diana        | 9                       | 9                       | 10                      | 8                       | —                       | 36                      | 9                       | 6                 | 15    | 80             |
| Bernardo F. & Mico  | 4                       | 5                       | 4                       | 5                       | 10                      | 28                      | 7                       | 5                 | 12    | 71             |
| Catarina & FF       | 12                      | 12                      | 12                      | 12                      | 5                       | 53                      | 10                      | 12                | 22    | 115            |
| Rodrigo & Toy       | 5                       | 4                       | 5                       | 4                       | 5                       | 23                      | 4                       | 7                 | 11    | 73             |
| Teresa & Romana     | 6                       | 6                       | 8                       | 6                       | —                       | 26                      | 5                       | 10                | 15    | 103            |
| Diana & Ricardo     | 8                       | 8                       | 7                       | 9                       | —                       | 32                      | 8                       | 9                 | 17    | 117            |
| Rui & Vanessa       | 10                      | 10                      | 9                       | 10                      | 20                      | 59                      | 12                      | 8                 | 20    | 100            |
| Bernardo D. & Wanda | 7                       | 7                       | 6                       | 7                       | —                       | 27                      | 6                       | 4                 | 10    | 73             |

### 7ª Gala (6 de abril de 2014)
A 7ª Gala de "A Tua Cara Não Me É Estranha: Kids" ocorreu no dia 6 de abril de 2014. Logo no início do programa, foram abertas as linhas telefónicas para voto do público. De seguida, procedeu-se às atuações dos concorrentes. Após a atuação de dois dos oito concorrentes, brilhou a ex-concorrente Catarina Barão, acompanhada de Adriana Lua. Logo após tal acontecer atuaram mais quatro concorrentes; seguidamente atuaram os ex-concorrentes João Coelho & Pedro Goulão, acompanhados de Gaby, da banda Irmãos Verdades. Quando terminou a atuação dos dois últimos concorrentes, chegou a vez das ex-concorrentes Ema Duarte & Inês Campana cantarem. De seguida, procedeu-se à votação por parte do júri  e dos colegas. Por fim, foram divulgados os resultados do voto popular e acrescentou-se estes valores aos já obtidos por parte do júri e dos colegas. Verificou-se então que, indiscutivelmente, a dupla vencedora da gala foi Diana & Ricardo Soler.
NOTA: Nesta gala, os concorrentes cantaram sozinhos, sem os seus mentores.
| Dupla                                | Cantor(a) imitado(a) | Música                     | Resultado Final  |
| ------------------------------------ | -------------------- | -------------------------- | ---------------- |
| Diana & Ricardo Soler                | Amália Rodrigues     | "Foi Deus"                 | Vencedor da Gala |
| Catarina & FF                        | Whitney Houston      | "I Will Always Love You"   | 2º Lugar         |
| Bernardo D. & Wanda Stuart           | Michael Bolton       | "When a Man Loves a Woman" | 3º Lugar         |
| Rui & Vanessa                        | Christina Aguilera   | "Ain't No Other Man"       | 4º Lugar         |
| Teresa & Romana                      | Alexandra Burke      | "Hallelujah"               | 5º Lugar         |
| Inês & Diana Monteiro                | Sara Tavares         | "Longe do Mundo"           | 6º Lugar         |
| Bernardo F. & Mico da Câmara Pereira | Adam Lambert         | "Whataya Want From Me"     | 7º Lugar         |
| Rodrigo & Toy                        | Katy Perry           | "Firework"                 | 8º Lugar         |

Outras atuações
| Intérprete                                            | Cantor(a) imitado(a)      | Música                     |
| ----------------------------------------------------- | ------------------------- | -------------------------- |
| Catarina Barão & Adriana Lua                          | Adriana Lua               | "Vem Que Eu Quero Te Amar" |
| Gaby (Irmãos Verdades) com João Coelho & Pedro Goulão | Irmãos Verdades           | "Yolanda"                  |
| Ema Duarte & Inês Campana                             | Filipa Lemos (Santamaria) | "Eu Sei, Tu És"            |

Tabela de Pontuação
| Dupla               | Pontos do Júri + Duplas | Pontos do Júri + Duplas | Pontos do Júri + Duplas | Pontos do Júri + Duplas | Pontos do Júri + Duplas | Pontos do Júri + Duplas | Conversão 4 - 12 pontos | Pontos do Público | Total | Total Contínuo |
| Dupla               | António                 | José                    | Alexandra               | Luís                    | Duplas                  | Total                   | Conversão 4 - 12 pontos | Pontos do Público | Total | Total Contínuo |
| ------------------- | ----------------------- | ----------------------- | ----------------------- | ----------------------- | ----------------------- | ----------------------- | ----------------------- | ----------------- | ----- | -------------- |
| Inês & Diana        | 6                       | 7                       | 8                       | 6                       | —                       | 27                      | 7                       | 7                 | 14    | 94             |
| Bernardo F. & Mico  | 4                       | 4                       | 4                       | 7                       | 5                       | 24                      | 6                       | 5                 | 11    | 82             |
| Catarina & FF       | 10                      | 9                       | 7                       | 8                       | 5                       | 39                      | 9                       | 9                 | 18    | 133            |
| Rodrigo & Toy       | 8                       | 5                       | 5                       | 4                       | —                       | 22                      | 4                       | 6                 | 10    | 83             |
| Teresa & Romana     | 5                       | 6                       | 6                       | 5                       | —                       | 22                      | 5                       | 10                | 15    | 118            |
| Diana & Ricardo     | 7                       | 8                       | 9                       | 9                       | 5                       | 38                      | 8                       | 12                | 20    | 137            |
| Rui & Vanessa       | 12                      | 12                      | 12                      | 12                      | 25                      | 73                      | 12                      | 4                 | 16    | 116            |
| Bernardo D. & Wanda | 9                       | 10                      | 10                      | 10                      | —                       | 39                      | 10                      | 8                 | 18    | 91             |

### 8ª Gala (13 de abril de 2014)
A 8ª Gala de "A Tua Cara Não Me É Estranha: Kids" ocorreu no dia 13 de abril de 2014. Logo no início do programa, foram abertas as linhas telefónicas para voto do público. De seguida, procedeu-se às atuações dos concorrentes. Após a atuação de dois dos oito concorrentes, brilhou o ex-concorrente Pedro Goulão, acompanhado de Sérgio Rossi. Logo após tal acontecer atuaram mais quatro concorrentes; seguidamente atuaram as ex-concorrentes Carolina Cardetas, Ema Duarte & Inês Campana. Quando terminou a atuação dos dois últimos concorrentes, chegou a vez dos ex-concorrentes Hugo Garrido, João Coelho & Tiago Barbosa cantarem, acompanhados dos Maxi. De seguida, procedeu-se à votação por parte do júri  e dos colegas. Por fim, foram divulgados os resultados do voto popular e acrescentou-se estes valores aos já obtidos por parte do júri e dos colegas. Verificou-se então um empate entre as duplas Catarina & FF e Bernardo D. & Wanda Stuart. Porém, como é o voto do público que predomina, a dupla Catarina & FF venceu a gala.
| Dupla                                | Cantor(a) imitado(a)                             | Música                           | Resultado Final  |
| ------------------------------------ | ------------------------------------------------ | -------------------------------- | ---------------- |
| Catarina & FF                        | Simone de Oliveira                               | "Desfolhada Portuguesa"          | Vencedor da Gala |
| Bernardo D. & Wanda Stuart           | James Brown & Luciano Pavarotti                  | "It's a Man's Man's Man's World" | 2º Lugar         |
| Rui & Vanessa                        | Steve Perry (Journey) & Lea Michele              | "Don't Stop Believin'"           | 3º Lugar         |
| Diana & Ricardo Soler                | Hillary Scott & Charles Kelley (Lady Antebellum) | "Need You Now"                   | 4º Lugar         |
| Inês & Diana Monteiro                | Lorde                                            | "Royals"                         | 5º Lugar         |
| Bernardo F. & Mico da Câmara Pereira | Fernando Farinha & Alfredo Marceneiro            | "Antes e Depois"                 | 6º Lugar         |
| Teresa & Romana                      | Dulce Pontes & Adelaide Ferreira                 | "Papel Principal"                | 7º Lugar         |
| Rodrigo & Toy                        | Gary Cherone & Nuno Bettencourt (Extreme)        | "More Than Words"                | 8º Lugar         |

Outras atuações
| Intérprete                                         | Cantor(a) imitado(a) | Música          |
| -------------------------------------------------- | -------------------- | --------------- |
| Sérgio Rossi com Pedro Goulão                      | Sérgio Rossi         | "Balada Boa"    |
| Carolina Cardetas, Ema Duarte & Inês Campana       | Las Ketchup          | "Aserejé"       |
| Maxi com Hugo Garrido, João Coelho & Tiago Barbosa | Maxi                 | "Anjo Selvagem" |

Tabela de Pontuação
| Dupla               | Pontos do Júri + Duplas | Pontos do Júri + Duplas | Pontos do Júri + Duplas | Pontos do Júri + Duplas | Pontos do Júri + Duplas | Pontos do Júri + Duplas | Conversão 4 - 12 pontos | Pontos do Público | Total | Total Contínuo | Resultado Contínuo |
| Dupla               | António                 | José                    | Alexandra               | Luís                    | Duplas                  | Total                   | Conversão 4 - 12 pontos | Pontos do Público | Total | Total Contínuo | Resultado Contínuo |
| ------------------- | ----------------------- | ----------------------- | ----------------------- | ----------------------- | ----------------------- | ----------------------- | ----------------------- | ----------------- | ----- | -------------- | ------------------ |
| Inês & Diana        | 8                       | 9                       | 9                       | 9                       | —                       | 35                      | 8                       | 6                 | 14    | 108            | Eliminada          |
| Bernardo F. & Mico  | 5                       | 5                       | 4                       | 6                       | 10                      | 30                      | 7                       | 5                 | 12    | 94             | Eliminado          |
| Catarina & FF       | 9                       | 8                       | 8                       | 8                       | 5                       | 38                      | 9                       | 12                | 21    | 154            | Finalista          |
| Rodrigo & Toy       | 6                       | 4                       | 5                       | 5                       | 5                       | 25                      | 5                       | 4                 | 9     | 92             | Eliminado          |
| Teresa & Romana     | 4                       | 6                       | 6                       | 4                       | —                       | 20                      | 4                       | 7                 | 11    | 129            | Finalista          |
| Diana & Ricardo     | 7                       | 7                       | 7                       | 7                       | —                       | 28                      | 6                       | 8                 | 14    | 151            | Finalista          |
| Rui & Vanessa       | 10                      | 12                      | 10                      | 12                      | —                       | 44                      | 10                      | - 10              | 20    | 136            | Finalista          |
| Bernardo D. & Wanda | 12                      | 10                      | 12                      | 10                      | 20                      | 64                      | 12                      | 9                 | 21    | 112            | Eliminado          |

### Final (20 de abril de 2014)
A Final de A Tua Cara Não Me é Estranha: Kids ocorreu no dia 20 de Abril de 2014. Logo no início do programa foram abertas as linhas telefónicas, para voto do público. De seguida depois de Atuar a ex-concorrente Inês Tavares com Ana Malhoa, procedeu-se então ás atuações dos concorrentes. Após as atuações dos concorrentes, brilharam os ex-concorrentes: Bernardo Dimas, Rodrigo Silva & Bernardo Faustino. De seguida procedeu-se á votação por parte do júri. Por fim foram divulgados os resultados do voto popular e acrescentou-se estes valores obtidos aos já obtidos, por parte do júri. Verificou-se então que Diana & Ricardo Soler foram os grandes Vencedores de '' A Tua Cara Não Me é Estranha: Kids ''
| Concorrente           | Cantor(a) imitado(a)             | Música                                 | Resultado Final |
| --------------------- | -------------------------------- | -------------------------------------- | --------------- |
| Diana & Ricardo Soler | Sarah Brightman & Andrea Bocelli | "Con Te Partirò (Time to Say Goodbye)" | Vencedora       |
| Diana Martins         | Sarah Brightman                  | "Ave Maria"                            | Vencedora       |
| Rui & Vanessa         | Freddie Mercury & P!nk           | "Bohemian Rhapsody"                    | 2º Lugar        |
| Rui Pereira           | Freddie Mercury                  | "The Show Must Go On"                  | 2º Lugar        |
| Catarina & FF         | Mariah Carey & Luciano Pavarotti | "Hero"                                 | 3º Lugar        |
| Catarina Castanhas    | Mariah Carey                     | "Without You"                          | 3º Lugar        |
| Teresa & Romana       | Leona Lewis                      | "Better In Time"                       | 4º Lugar        |
| Teresa Ferreira       | Leona Lewis                      | "Bleeding Love"                        | 4º Lugar        |

Outras Atuações
| Intérprete | Cantor(a) imitado(a)                                                          | Música |
| --- | ----------------------------------------------------------------------------- | ------ |
| Inês Tavares & Ana Malhoa Bernardo Dimas, Rodrigo Silva & Bernardo Faustino Mico, Wanda Stuart, Diana Monteiro & Toy | Ana Malhoa Robin Thicke Bob Dylan, Dionne Warwick, Diana Ross & Lionel Richie |        |

Tabela de Pontuação
| Concorrente     | Pontos do Júri | Pontos do Júri | Pontos do Júri | Pontos do Júri | Pontos do Júri | Conversão 8 - 12 pontos | Pontos do Público | Total |
| Concorrente     | António        | José           | Alexandra      | Luís           | Total          | Conversão 8 - 12 pontos | Pontos do Público | Total |
| --------------- | -------------- | -------------- | -------------- | -------------- | -------------- | ----------------------- | ----------------- | ----- |
| Rui & Vanessa   | 10             | 10             | 12             | 12             | 44             | 12                      | 9                 | 21    |
| Diana & Ricardo | 12             | 12             | 10             | 10             | 44             | 10                      | 12                | 22    |
| Teresa & Romana | 8              | 8              | 8              | 8              | 32             | 8                       | 8                 | 16    |
| Catarina & FF   | 9              | 9              | 9              | 9              | 36             | 9                       | 10                | 19    |

## Audiências
| Programa | Rating | Share | Notas                                                                   |
| -------- | ------ | ----- | ----------------------------------------------------------------------- |
| 1ª Gala  | 15,5%  | 33,4% | O programa mais visto no horário e o programa mais visto do dia         |
| 2ª Gala  | 16,7%  | 37,6% | O programa mais visto no horário e o programa mais visto do dia         |
| 3ª Gala  | 13,6%  | 31,9% | O programa mais visto no horário e o segundo programa mais visto do dia |
| 4ª Gala  | 14,6%  | 32,8% | O programa mais visto no horário e o segundo programa mais visto do dia |
| 5ª Gala  | 12,1%  | 29,7% | O programa mais visto no horário e o segundo programa mais visto do dia |
| 6ª Gala  | 12,6%  | 31,1% | O programa mais visto no horário e o segundo programa mais visto do dia |
| 7ª Gala  | 14,2%  | 29,7% | O programa mais visto no horário e o programa mais visto do dia         |
| 8ª Gala  | 14,2%  | 32,4% | O programa mais visto no horário e o segundo programa mais visto do dia |
| 9ª Gala  | 14,5%  | 32,5% | O programa mais visto no horário e o programa mais visto do dia         |
| Final    | 12,8%  | 29,7% | O programa mais visto no horário e o programa mais visto do dia         |